# 紅蓮華 (LiSAの曲)
「紅蓮華」（ぐれんげ）は、LiSAの楽曲で、15枚目のCDシングル。2019年7月3日にSACRA MUSICから発売された。また、表題曲「紅蓮華」は、CDシングルリリースに先立ち、同年4月22日に表題曲のみの単曲がフルサイズで先行配信された。

## 概要
前作『赤い罠(who loves it?)/ADAMAS』から約7か月ぶり、SACRA MUSIC移籍後4作目となる2019年1作目のCDシングル。表題曲の「紅蓮華」は、テレビアニメ『鬼滅の刃』のオープニングテーマとなっている。同作の社会現象的な大ヒットにより、現時点で、LiSAにとって最大のヒット曲となっている。
本作発売の1年前、初のベストアルバム『LiSA BEST -Day-』・『LiSA BEST -Way-』の制作が決まった時に30代になってどうやって生きていこうか迷っていてメンタルがズタボロだった所に、女優の天海祐希から届いたメッセージに感動し、紅蓮華の歌詞の冒頭部分は、彼女からかけられた言葉が大きく影響していることを明かした。
テレビアニメバージョンとオリジナルバージョンとでは歌詞の一部が異なる。
発売形態は、初回生産限定盤・期間生産限定盤・通常盤の3形態となり、初回盤には「紅蓮華」のPVと撮りおろしブックレット、期間限定盤は三方背スリーブ仕様で描き下ろしミニポスターや、表題曲ノンクレジットOP映像を収録したDVDが付く。
同年3月24日開催「AnimeJapan 2019」内の『鬼滅の刃』スペシャルステージにて「紅蓮華」を使用した第2弾PVが公開、発表となった。
2019年10月にはニュータイプアニメアワード2018 - 2019主題歌賞を受賞した。
2019年12月31日放送の『第70回NHK紅白歌合戦』で歌唱した。その際にバックでは『鬼滅の刃』の映像が使用された。
2020年7月にはDJのKSUKEがリミックスした「KSUKE REMiX」がトヨタ自動車「アクア」のCMソングとして起用された。
2020年7月6日より、ユニバーサル・スタジオ・ジャパンのアトラクション「ハリウッド・ドリーム・ザ・ライド」のドリームトラックとして起用された。当初は9月28日まで搭載の予定だったが、アルバム『LEO-NiNE』の発売を記念し、9月12日に2021年1月31日までの延長が発表された。
2020年12月31日放送の『第71回NHK紅白歌合戦』でアニメ「鬼滅の刃」紅白SPメドレーの1曲目で歌唱した。
2021年8月8日『東京五輪閉会式』にて、東京スカパラダイスオーケストラと東京都立片倉高等学校吹奏楽部がともに「紅蓮華」を演奏した。

## チャート成績
先行配信された4月22日付の各配信ストアのデイリーチャートで1位を獲得。「ADAMAS」の単曲先行配信が記録した23冠を更新し、38冠を記録した。
オリコンでは、2019年4月22日付のデジタルシングルデイリーランキングで2.4万ダウンロードで1位にランクイン。アニメ歌手によるデイリーDL数の最高記録を更新した。5月6日付の週間デジタルランキングでは、5.3万ダウンロードを売り上げ1位を記録。前作に続き2作連続で1位を獲得するのはアニソン歌手では史上初の快挙となった。
さらに翌週の5月13日付でも2.2万ダウンロードで1位にランクイン。アニソン歌手による2週連続のオリコン1位獲得は史上初の快挙となった。この2つの週は平成と令和が切り替わる境目と重なったため、「平成最後の1位」と「令和最初の1位」を同時に達成した楽曲となった。
12月23日付オリコン週間デジタルシングルランキングで5月13日付以来、32週ぶりの1位を獲得。シングル、アルバム、デジタルを通じ、自身初の首位返り咲きとなった。
2021年6月7日付の「オリコン週間シングルランキング」で96位にランクインし、2019年7月15日付での初登場3位から100週連続のTOP100入りを記録。史上7作目となった 。
日本レコード協会によるゴールドディスク認定では2020年2月度にデビューシングル「oath sign」以来となるゴールドを受け、同年12月度にはプラチナ認定された。
また、有料音楽配信認定では、2019年9月、同年に配信された女性ソロアーティスト楽曲として初めて30万ダウンロードを突破しプラチナを獲得、12月度には50万ダウンロードを超え自身初となるダブル・プラチナ、2020年3月度にトリプル・プラチナ 、更に6月度にはミリオンと認定された。
ストリーミング配信では、2020年5月18日付の集計において1億回を突破し「プラチナ認定作品（1億回再生以上)」に認定された。
2019年12月6日に平成アニソン大賞のスピンオフ企画として開催された「令和元年アニソン大賞」では第1位にランクインした。
2020年7月8日に発表された「JOYSOUND カラオケ」の「2020年上半期ランキング」では”アニメ・特撮・ゲーム”ランキングでは1位を、上半期総合では2位を獲得した。
2020年9月6日にテレビ朝日系列にて放送された『国民13万人がガチ投票! アニメソング総選挙』では、第2位にランクインした。
2020年12月4日に発表された「Spotify」の「海外で最も再生された国内アーティストの楽曲」で1位を獲得した。
2020年12月30日に放送した「JA全農 COUNTDOWN JAPAN」（TOKYO FM・JFN系列）2020 年間ランキングにおいて1位を獲得した。

## ミュージックビデオ
フカツマサカズが監督、Hiroshi Takayamaがプロデュース。2019年5月31日にYouTubeで「YouTube EDIT ver.」として公開された。フルバージョンはシングルの初回生産限定盤付属DVDに収録されている。フルのミュージックビデオは2023年12月30日に公開された。
LiSAが二人の鬼と一緒に踊る内容。鬼は金澤慎治と清水舞手が演じている。

## 賞歴
- 第34回日本ゴールドディスク大賞 配信楽曲賞“ベスト5ソング・バイ・ダウンロード”[43]
- 2021年・2022年 JASRAC賞 金賞[44] - JASRAC賞の2年連続金賞受賞は『命くれない』『世界に一つだけの花』『ヘビーローテーション』に次いで史上4曲目。

## テレビ演奏
- 2019年4月21日 - NHK BSプレミアム 「アニソン!プレミアム!」
- 2019年6月29日 - NHK BSプレミアム 「アニソン!プレミアム!夏の生放送SP!」
- 2019年7月6日 - フジテレビ系「MUSIC FAIR」
- 2019年12月27日 - テレビ朝日系 「ミュージックステーション『ウルトラSUPERLIVE 2019』」
- 2019年12月29日 - NHK BSプレミアム 「アニソン!プレミアム!Fes.2019」
- 2019年12月31日 - NHK総合「第70回NHK紅白歌合戦」
- 2019年12月31日 - TBS系「CDTVスペシャル!年越しプレミアライブ 2019 ⇒ 2020」
- 2020年2月7日 - テレビ朝日系「ミュージックステーション」
- 2020年6月19日 - テレビ朝日系「ミュージックステーション」
- 2020年6月22日 - TBS系「CDTVライブ!ライブ!」
- 2020年6月27日 - NHK総合「明石家紅白! 」
- 2020年8月8日 - NHK総合/BS 4K・8K「ライブ・エール」
- 2020年8月26日 - フジテレビ系「2020FNS歌謡祭 夏」
- 2020年9月6日 - テレビ朝日系「国民13万人がガチ投票! アニメソング総選挙」
- 2020年9月12日 - 日本テレビ系「THE MUSIC DAY」
- 2020年9月30日 - テレビ東京系「テレ東音楽祭」
- 2020年10月24日 - NHK総合「SONGS」

## 収録内容

### 初回生産限定盤・通常盤
| #         | タイトル                                               | 作詞      | 作曲               | 編曲               | 時間  |
| --------- | ------------------------------------------------------ | --------- | ------------------ | ------------------ | ----- |
| 1.        | 「紅蓮華」(テレビアニメ『鬼滅の刃』オープニングテーマ) | LiSA      | 草野華余子         | 江口亮             | 3:56  |
| 2.        | 「“PROPAGANDA”」                                       | 日高央    | PABLO a.k.a. WTF!? | PABLO a.k.a. WTF!? | 3:21  |
| 3.        | 「やくそくのうた」                                     | 田淵智也  | 田淵智也           | 江口亮             | 4:38  |
| 4.        | 「紅蓮華 -Instrumental-」                              |           |                    |                    | 3:55  |
| 合計時間: | 合計時間:                                              | 合計時間: | 合計時間:          | 合計時間:          | 15:50 |

| #  | タイトル                | 作詞 | 作曲・編曲 |
| -- | ----------------------- | ---- | ---------- |
| 1. | 「紅蓮華 -MUSiC CLiP-」 |      |            |

### 期間生産限定盤
| #         | タイトル             | 作詞  | 作曲・編曲 | 時間 |
| --------- | -------------------- | ----- | ---------- | ---- |
| 1.        | 「紅蓮華」           |       |            | 3:56 |
| 2.        | 「“PROPAGANDA”」     |       |            | 3:21 |
| 3.        | 「やくそくのうた」   |       |            | 4:38 |
| 4.        | 「紅蓮華 -TV ver.-」 |       |            | 1:29 |
| 合計時間: | 合計時間:            | 13:24 |            |      |

| #  | タイトル                                        | 作詞 | 作曲・編曲 |
| -- | ----------------------------------------------- | ---- | ---------- |
| 1. | 「テレビアニメ『鬼滅の刃』non-credit opening-」 |      |            |

## カバー
- ちゅうえい（流れ星） - 流れ星TV「紅蓮華 / LiSA ちゅうえいが歌ってみた」（2019年12月29日）
- 矢野妃菜喜（DUSTY FRUITS CLUB） - maruxenon Studio「LiSA 紅蓮華 ピアノカバー DUSTY FRUITS CLUB」（2020年1月10日）
- Toshl - テレビ朝日『ミュージックステーション』（2020年4月3日）
- タイガー福田（超新塾） - 超新塾ちゃんねる「鬼滅の刃 紅蓮華をタイガー福田が熱唱するだけの動画」（2020年5月3日）
- 若井友希（i☆Ris） - テレビ東京『THEカラオケ★バトル』（2020年7月19日）
- 高槻かなこ - テレビ東京『THEカラオケ★バトル』（2020年8月2日）
- 宇野実彩子（AAA） - MISAKO UNO OFFICIAL「紅蓮華 / LiSA を宇野実彩子(AAA)が歌ってみた！」（2020年8月28日）
- 土屋アンナ - TBS『生放送で満点出せるか100点カラオケ音楽祭』（2020年8月30日）
- オーイシマサヨシ - テレビ朝日『関ジャニ∞のTheモーツァルト 音楽王No.1決定戦 歌唱力モンスターを倒して勝ち上がれ! 史上最強歌うまサバイバル!!』（2020年9月25日）
- 鬼頭明里 - 1st LIVE TOUR『Colorful Closet』大阪公演（2020年9月27日）
- 朝日奈央 - 日本テレビ『有頂天マイク』（2020年10月18日）
- マーティ・フリードマン - ギターカヴァーアルバム『TOKYO JUKEBOX 3』（2020年10月21日）
- AKINO from bless4 - テレビ東京『THEカラオケ★バトル』（2020年10月25日）
- GRANRODEO＆栗林みな実 - 『Animelo Summer Live 2021 -COLORS-』（2021年8月28日）
- 東儀秀樹 YouTube及びフジテレビ 千鳥のクセがスゴいネタGPの東儀秀樹VS吉川晃司(ものまね芸人神奈月)の因縁の対決で、全編インストメタルで演奏された。(YouTube 2020年12月27日に配信 テレビ放送 2021年8月5日に放送)
- 河野純喜(JO1)-2021年12月29日放送 『貴方のスマホで決める夜』の番組内にて,アコースティックverでカバー｡
- ビヨンド・ザ・ブラック - 2023年4月25日にメタルアレンジのカバーバージョンMVを自身のYouTubeチャンネルで公開[45]。